# پرت اند ویتنی تی۳۴
پرت اند ویتنی تی۳۴ (به انگلیسی: Pratt & Whitney T34) یک موتور هواگرد ساختِ کارخانهٔ پرت اند ویتنی در کشور ایالات متحده آمریکا است . 